# Europese rekeneenheid
Op 13 maart 1979 werd de European Currency Unit (ECU) of Europese rekeneenheid ingevoerd. Dit was een voorloper van de euro, een 'korfmunt', dat wil zeggen dat de munten van de verschillende Europese lidstaten samen genomen werden, waarbij het aandeel van elke munt in de korf bepaald werd door de economische sterkte van elke staat. Het Europees Monetair Stelsel probeerde om schommelingen tussen de nationale munten en ECU te minimaliseren tot een maximum van 2,5% (Italië, Verenigd Koninkrijk, Spanje & Portugal tot een maximum van 6%). ECU werd ook gebruikt in sommige internationale financiële transacties. Men kan stellen dat de ECU dezelfde functie had als de SDR van het IMF nu heeft.

## Samenstelling van de ECU
| Valuta             | vanaf 13 mrt 1979 | vanaf 13 mrt 1979 | vanaf 17 sep 1984 | vanaf 17 sep 1984 | vanaf 21 sep 1989 | vanaf 21 sep 1989 |
| Valuta             | Waarde            | Percentage        | Waarde            | Percentage        | Waarde            | Percentage        |
| ------------------ | ----------------- | ----------------- | ----------------- | ----------------- | ----------------- | ----------------- |
| Duitse mark        | 000,82800         | 32,980%           | 000,71900         | 32,072%           | 000,624200        | 30,323%           |
| Franse frank       | 001,15000         | 19,833%           | 001,31000         | 19,056%           | 001,332000        | 19,293%           |
| Engelse pond       | 000,08850         | 13,343%           | 000,08780         | 14,983%           | 000,087840        | 12,056%           |
| Italiaanse lire    | 109,00000         | 09,494%           | 140,00000         | 09,975%           | 151,800000        | 10,232%           |
| Nederlandse gulden | 000,28600         | 10,512%           | 000,25600         | 10,135%           | 000,219800        | 09,476%           |
| Belgische frank    | 003,66000         | 09,276%           | 003,71000         | 08,263%           | 003,301000        | 07,775%           |
| Deense kroon       | 000,21700         | 03,062%           | 000,21900         | 02,690%           | 000,197600        | 02,517%           |
| Ierse pond         | 000,00759         | 01,145%           | 000,00871         | 01,200%           | 000,008552        | 01,113%           |
| Luxemburgse frank  | 000,14000         | 00,355%           | 000,14000         | 00,312%           | 000,130000        | 00,306%           |
| Griekse drachme    | -                 | -                 | 001,15000         | 01,315%           | 001,440000        | 00,955%           |
| Spaanse peseta     | -                 | -                 | -                 | -                 | 006,885000        | 05,146%           |
| Portugese escudo   | -                 | -                 | -                 | -                 | 001,393000        | 00,809%           |

De weging werd elke 5 jaar opnieuw vastgesteld aan de hand van de plaatsgevonden valutaschommelingen; tevens konden daarbij nieuwe valuta's worden opgenomen. De Griekse drachme werd in 1984 opgenomen in de ECU; de Spaanse peseta en de Portugese escudo in 1989. Finland en Oostenrijk deden niet mee aan de ECU, maar traden wel toe tot de euro aangezien zij pas in 1995 toetraden tot de Europese Unie.

## Overgang van ECU naar de euro
Op 1 januari 1999 verving de euro de ECU, waarbij 1 euro een tegenwaarde van ongeveer 1 ECU had. Op dat moment werden de geldende wisselkoersen opnieuw vastgezet op zes significante cijfers; de nationale munten werden uitgifte-eenheden van de euro. In tegenstelling tot de ECU is de euro sinds 2002 een echte wettelijke munt, met echte muntstukken en biljetten. De meeste lidstaten hadden deelgenomen aan de ECU, maar niet iedereen nam deel aan de euro: 12 wel, 3 lidstaten niet. Het Verenigd Koninkrijk, Denemarken en Zweden besloten, na uitvoerig beraad, om niet aan de introductie mee te doen.

## ECU en euro
Bij de invoering van de euro heeft men niet, zoals sommigen hadden verwacht, de naam ECU gebruikt, maar een nieuwe naam verzonnen. De regeringsleiders en staatshoofden verkozen de naam euro boven een andere naam. De verbondenheid met Europa is duidelijk en de naam kan niet verward worden met een andere bestaande of vroegere munt. Dit laatste was wel het geval met de benaming ECU, want er is ooit een Franse munt geweest met de naam écu. De naam van een oude Franse munt viel niet in goede aarde bij het Verenigd Koninkrijk, en Duitsland vreesde voor associatie met het woord Kuh (koe). Uiteindelijk koos men niet voor de term ECU omdat dit een Engelstalige afkorting is terwijl de Britten reeds hadden laten weten niet deel te nemen aan de eengemaakte munteenheid. Euro is een neutralere term.
Omdat de ECU in sommige internationale financiële transacties werd gebruikt, was er een zorg dat de buitenlandse gerechtshoven de euro niet als de wettelijke opvolger van de ECU zouden erkennen. Om zeker te zijn dat er geen juridische problemen zouden zijn en dat de euro erkend zou worden als de opvolger van de ECU, heeft men de nodige wijzigingen aangebracht in diverse landen. Van bijzonder belang hierin waren de VS-staten Illinois en New York in het kader van wier wetten een groot deel van de internationale financiële contracten wordt gemaakt.
De ECU had de ISO-muntcode XEU. De euro, vanaf 1999, heeft de code EUR; vóór 1999 bleef de code XEU gehandhaafd. Algemeen werd een rekenwaarde gebruikt van ƒ 2,35 tegen 1 ECU; terwijl de rekenwaarde naar de euro hiervan behoorlijk afwijkt.
In veel landen, ook in Nederland, België en Luxemburg, zijn er tussen 1987 en 1999 munten (beter gezegd penningen) uitgegeven in ECU's; toen in 1995 bekend werd dat de nieuwe naam euro zou zijn, werd die nieuwe valutacode gebruikt. Deze munten waren geen betaalmunt. Sommige landen gebruikten een dubbele valutering op deze munt, waaronder Gibraltar (voorbeelden: 14 ECU = 10 pounds en 35 ECU = 25 pounds) en Frankrijk (voorbeelden: 1½ euro = 10 francs en 70 euro = 500 francs).

## Trivia
- In Nederland kon men de munt van 2,5 ECU in september 1989 als tijdelijk betaalmiddel gebruiken in winkelbedrijven aangesloten bij de Vereniging Ondernemers Haagse Binnenstad.